# Zenón de Somodevilla y Bengoechea
Don Zenón de Somodevilla y Bengoechea, marchese de Ensenada, titolo con il quale fu generalmente noto (Alesanco, 20 aprile 1702 – Medina del Campo, 2 dicembre 1781), è stato un politico e statista spagnolo.

## Biografia

### I primi anni
Poco si sa circa i suoi genitori, Francisco de Somodevilla e sua moglie, Francisca de Bengoechea, e ancora meno si sa della sua vita prima di entrare nell'amministrazione spagnola come impiegato nella marina militare nel 1720. Egli rivelò subito grandi capacità organizzative a Ceuta nell'anno dell'occupazione di Orano nel 1731. La sua abilità venne riconosciuta da Don José Patiño, primo ministro del re Filippo V di Spagna, il quale lo elevò al rango di supervisore dei lavori all'arsenale navale di Ferrol, la principale base marittima spagnola del nord al tempo dei Borboni.
Somodevilla venne anche coinvolto nei progetti di governo per far maritare i figli del re Filippo. Nel 1736 il principe Carlo (futuro Carlo III di Spagna), gli conferì il titolo napoletano di Marchese de la Ensenada, che in lingua spagnola sta propriamente a indicare una piccola baia, forse con un riferimento ai precedenti biografici dell'insignito.

### La carriera politica
Nel 1742 egli divenne segretario di Stato e della guerra per conto di Filippo, duca di Parma. L'anno successivo (11 aprile 1743), dopo la morte del successore di Patinos, Campillo, il Marchese de Ensenada venne scelto da Filippo V quale suo ministro delle finanze, della guerra, della marina militare e delle Indie (per esteso tutte le colonie spagnole). Ensenada ottenne tale nomina con un permesso speciale che gli consentiva di detenere queste quattro cariche di rilievo contemporaneamente, il che lo rese talmente famoso da farlo divenire poi addirittura primo ministro, rimanendo de facto in carica dall'11 luglio 1746 sino al 1754, conservando le proprie cariche anche sotto il regno del successore di Filippo, Ferdinando VI, conducendo la Spagna a vittoriose guerre contro Francia e Prussia nella guerra di successione austriaca.

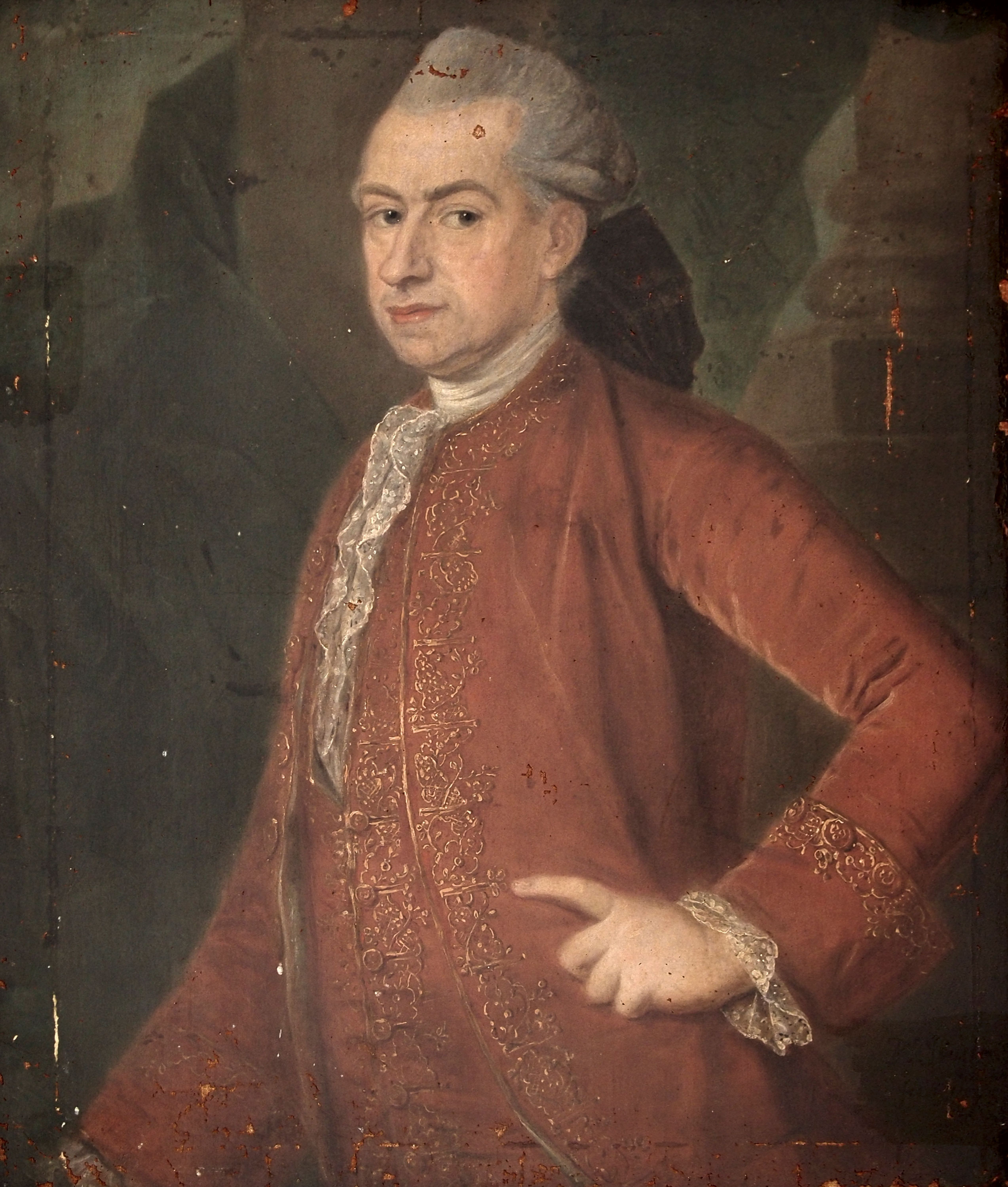
Ritratto del marchese de la Ensenada, di Pierre Jouffroy, c. 1770, Museo di Valladolid.

La sua amministrazione divenne nota alla storia spagnola per il vigore della sua politica e per le riforme interne che apportò allo Stato. I resoconti delle finanze e le generali condizioni del paese vennero presto stabilizzate, soprattutto con l'ascesa del nuovo re, e nuovamente dopo la sigla della pace con la Gran Bretagna ad Aix-la-Chapelle il 18 ottobre 1748. Sotto la sua amministrazione venne rafforzato il potere regio, il commercio e la marina vennero potenziati ed egli inaugurò a partire dal 1749 anche il cosiddetto Catastro de Ensenada, ovvero il primo catasto ufficiale redatto in Spagna.

### La caduta in disgrazia
Ensenada era un forte filofrancese e la sua politica si dimostrò perlopiù anti-inglese. Sir Benjamin Keene, ministro inglese, supportava segretamente il partito a lui opposto con l'intento di scatenare nuovi scontri che avrebbero indebolito la Spagna. Tale forza era sempre più preminente negli affari di Stato ed era ormai inevitabile che Ensenada sarebbe presto caduto in disgrazia se non fosse che egli ricevette il pieno supporto dalla regina Maria Barbara di Braganza, moglie di Ferdinando VI. La sorte era però destinata a cambiare ed egli riuscì ad attirarsi le ire anche della regina nel 1754 quando si oppose a uno scambio territoriale tra Spagna e Portogallo (quest'ultima era la nazione madrepatria della regina spagnola). A questo fatto seguì uno scandalo di corte da cui risultò una sua cospirazione con l'anglofilo José de Carvajal y Láncaster e l'ambasciatore britannico a Madrid, e pertanto egli venne arrestato per ordine del re il 20 luglio 1754. Egli venne inviato al confino a Granada, da dove gli venne in seguito permesso di imbarcarsi per Puerto de Santa Maria.

### Il ritorno al fianco di Carlo III e la fine
All'ascesa di Carlo III nel 1759, venne rilasciato dagli arresti e gli venne permesso di tornare a Madrid. Il nuovo re lo nominò membro di una commissione creata per riformare il sistema delle tassazioni. Ensenada non poté rinunciare alla richiesta di tornare nuovamente a essere ministro, ma ancora una volta la sua figura entrò in intrighi che recarono dispiaceri al re. Il 18 aprile 1766 venne nuovamente esiliato dalla corte e inviato a Medina del Campo. Da qui si ritirò definitivamente dalla vita politica, morendo nel 1781. Ensenada acquisì molto denaro durante il suo officio, ma mai venne accusato di corruzione e si è oggi propensi a rivalutare molto la sua figura, accusandolo solamente di piacere per il grandeur, la ricchezza e lo sfarzo che ostentava che sovente andavano a rivaleggiare con quelli del monarca.